# Enthüllung um Mitternacht
Enthüllung um Mitternacht (Originaltitel: Midnight) ist eine Screwball-Comedy  mit Claudette Colbert und Don Ameche in den Hauptrollen unter der Regie von Mitchell Leisen aus dem Jahr 1939.

## Handlung
Eve Peabody, ein Showgirl aus Amerika, strandet eines Abends völlig abgebrannt in Paris mit nichts weiter als ihrem Abendkleid. Der Zufall führt sie mit dem freundlichen Taxifahrer Tibor Czerny zusammen. Auf der Fahrt durch die Stadt verliebt sich Tibor in Eve, die jedoch auf der Suche nach Engagements und einem reichen Ehemann ist. Tibor bietet ihr an, bei ihm zu übernachten, während er seine Nachtschicht zu Ende fahren würde. Trotzdem läuft Eve davon und landet geradewegs auf einer etwas steifen Galaveranstaltung, wo sie sich als „Baronin Czerny“ ausgibt und den exzentrischen Millionär Georges Flammarion trifft. Er bietet Eve eine beträchtliche Summe, wenn sie es schafft, seiner untreuen Frau Helene ihren Geliebten, den stadtbekannten Gigolo Jacques Picot auszuspannen. Georges verschafft Eve das nötige Geld und etabliert sie in einem luxuriösen Hotelappartement im Ritz.
Tatsächlich fühlt sich Picot sofort zu der falschen Baronin hingezogen, sehr zum Ärger von Helene, die gemeinsam mit ihrem guten Freund Marcel Untersuchungen über die Herkunft von Baronin Czerny anstellt. Der Plan, Jacque Picot zu verführen, soll an einem Wochenende auf dem Schloß der Flammarions durchgeführt werden. In der Zwischenzeit hat Tibor, der Eve nicht vergessen konnte, wieder Kontakt zu ihr aufnehmen können. Ein weiteres Problem ist Helene, die inzwischen ein Foto von Eve als Showgirl aufgespürt hat. Gerade als Helene vor den versammelten Gästen Eve als Betrügerin entlarven will, erscheint völlig überraschend Tibor auf dem Fest, den Eve geistesgegenwärtig als Baron Czerny vorstellt. Als auch Georges den Baron als alten Bekannten begrüßt, ist die Glaubwürdigkeit von Eve als Baronin wiederhergestellt.
Tibor gesteht Eve, dass er sie liebt und heiraten will, doch sie bevorzugt weiterhin den reichen Jacques. Daraufhin erscheint Tibor beim morgendlichen Frühstück in seiner Uniform als Taxifahrer und versucht Eve als Betrügerin zu entlarven. Doch kurz zuvor hatte die vermeintliche Baronin Czerny den Gästen berichtet, ihr Ehemann leide unter regelmäßigen Wahnvorstellungen, beispielsweise ein Taxifahrer zu sein, weshalb Tibors Behauptung keinen Glauben findet. Die sich ergebenden Missverständnisse bringen Jacques dazu, um Eves Hand anzuhalten. Bei einer Gerichtsverhandlung soll es zur Scheidung zwischen Tibor und Eve kommen, doch Tibors bewusst verrücktes Verhalten vor Gericht verhindert das, da eine Scheidung von psychisch kranken Menschen in Frankreich unerlaubt ist. Auch Eve erkennt, wie sehr sie in Wirklichkeit Tibor liebt, und will ihn nun wirklich heiraten.

## Hintergrund
Claudette Colbert war seit 1934 zum größten Kassenstar der Paramount aufgestiegen, vor allem dank zahlreicher Auftritte in romantischen Komödien. Insoweit war es für Mitchell Leisen ein Glücksfall, als Colbert schließlich die Hauptrolle in Midnight übernahm, nachdem die ursprünglich vorgesehene Barbara Stanwyck nicht rechtzeitig zum Drehbeginn zur Verfügung stand. Das Studio erhöhte daraufhin das Produktionsbudget auf über 1 Million US-Dollar und Leisen konnte damit einige der besten Nebendarsteller Hollywoods verpflichten. Die Produktionsgeschichte von Midnight selber reichte bis in den Februar 1937, als zunächst Marlene Dietrich als Hauptdarstellerin und Fritz Lang als Regisseur angekündigt wurden. Etliche Veränderungen ergaben schließlich, dass Mitchell Leisen die Regie übernahm. Er war seit dem Erfolg von Mein Leben in Luxus mit Jean Arthur ein ausgewiesener Experte für romantische Komödien und kam zudem sehr gut mit Claudette Colbert aus. Die Dreharbeiten waren allerdings nicht unbedingt einfach. Zum einen bestand ein Problem darin, Mary Astors fortschreitende Schwangerschaft zu kaschieren. Daher ist die Schauspielerin nur selten in der Totalen zu sehen, sondern meist erscheint ihr Oberkörper, während der Unterleib hinter Requisiten verborgen bleibt. Zudem trägt Astor in einigen Szenen sehr weite Kleider oder locker sitzende Mäntel.
John Barrymore hatte nach jahrzehntelangem Alkoholmissbrauch massive Probleme, seine Dialoge zu behalten, weshalb Leisen sogenannte Cue Cards einsetzen musste. Der Text wurde auf große Pappscheiben geschrieben und außerhalb des Kamerabereichs vor dem Schauspieler hoch gehalten, so dass dieser den Text nur noch ablesen brauchte. Dazu kamen die bekannte Neurose von Claudette Colbert, die darauf bestand, nur ihre linke Gesichtshälfte im Profil aufnehmen zu lassen. Sämtliche Sets mussten auf diesen Umstand Rücksicht nehmen und entsprechend konstruiert werden. Don Ameche drehte parallel noch bei 20th Century Fox an der Filmbiographie Liebe und Leben des Telefonbauers A. Bell, daher musste Leisen in zwei Schichten arbeiten: zunächst nahm er alle Szene ohne Ameche auf, um dann, als dieser zur Verfügung stand, die restlichen Aufnahmen nachzuholen.
Die größten Probleme gab es jedoch zwischen Mitchell Leisen und den Drehbuchautoren Billy Wilder und Charles Brackett. Die beiden Autoren waren davon überzeugt, mit ihrem zweiten gemeinsamen Drehbuch eine perfekte Vorlage geliefert zu haben, die ohne weitere Änderungen zu verfilmen sei. Mitchell Leisen war jedoch anderer Ansicht und strich ständig an dem Entwurf herum. Bis an sein Lebensende hörte Billy Wilder nicht auf, Leisen dieses Vorgehen vorzuwerfen.

„Er hatte überhaupt keine Ahnung vom Szenenaufbau. Und es war ihm völlig gleichgültig. Alles, was er machte, war am Skript rumzudoktorn und unser Skript war nahezu perfekt!“

Leisens Herumschreiben an Wilders Drehbüchern bei Midnight und dem zwei Jahre später erschienenen Das goldene Tor waren für Wilder ein Hauptgrund, ab 1942 selbst Hollywood-Regisseur zu werden, um Änderungen an seinen Drehbüchern zu verhindern. Der Film war ein großer finanzieller Erfolg bei Publikum und Presse. Das Studio drehte 1946 ein Remake unter dem Titel Masquerade in Mexico mit
Dorothy Lamour in der Colbert-Rolle und Ann Dvorak als Helene.

## Synchronisation
Die deutsche Synchronfassung entstand in den 1970er-Jahren bei der Berlin Synchron nach Dialogbuch und Synchronregie von Horst Balzer.
| Rolle                              | Schauspieler      | Dt. Synchronstimme |
| ---------------------------------- | ----------------- | ------------------ |
| Eve Peabody / Baronin Czerny       | Claudette Colbert | Renate Küster      |
| Tibor Czerny / Baron Czerny        | Don Ameche        | Joachim Kemmer     |
| Georges Flammarion                 | John Barrymore    | Leo Bardischewski  |
| Jacques Picot                      | Francis Lederer   | Norbert Langer     |
| Helene Flammarion                  | Mary Astor        | Marianne Groß      |
| Stephanie, Veranstalterin der Gala | Hedda Hopper      | Dagmar Altrichter  |
| Marcel Renaud                      | Rex O’Malley      | Norbert Gescher    |
| Simon, Verkäuferin im Modeladen    | Elaine Barrie     | Almut Eggert       |
| Richter                            | Monty Woolley     | Martin Hirthe      |

## Kritiken
Die New York Times befand, der Film sei:

„[…] eine der turbulentesten, fröhlichsten, witzigsten und frivolsten Komödien in einer langen Zeit. Die Regie von Mitchell Leisen erinnert auf wunderbare Weise an Lubitsch. Die Darstellerriege […] ist eine der besten überhaupt. […] Den größten Beitrag zu Erfolg leistet natürlich Miss Colbert. Sie hat einen superben Stil, Komödie zu spielen […]“

Das  Lexikon des internationalen Films  nannte den Film eine:

„[e]legante, vielschichtige Komödie der Irrungen und Verwirrungen mit ironischen Seitenhieben auf die bürgerliche Gesellschaft.“

## Auszeichnungen
2013: Aufnahme in das National Film Registry